# VTJ 2021
VTJ 2021（ブイティージェー・2021）は、日本の総合格闘技団体「VTJ」の大会の一つ。2021年11月6日、東京都江東区のUSEN STUDIO COASTで開催された。

## 大会概要
前回大会のVTJ 8thから5年2カ月ぶりの開催となった。
メインイベントで修斗世界フライ級王者の平良達郎が、アルフレド・ムアイアドと対戦した。

## 試合結果
第1試合 70.3kg 契約 5分3R
○  宇佐美正パトリック vs.  野村駿太 ×
3R終了 判定3-0
第2試合 70.3kg 契約 5分3R
－  岡澤弘太 vs.  原口伸 －
1R 2:23 ノーコンテスト ※偶発的なアクシデントにより試合の続行が不可能になった為
第3試合 63.0kg 契約 5分3R
○  佐藤将光 vs.  河村泰博 ×
1R 2:38 TKO（パウンド）
第4試合 70.3kg 契約 5分3R
○  西川大和 vs.  菅原和政 ×
1R 3:40 リアネイキドチョーク
第5試合 65.8kg 契約 5分3R
×  宇野薫 vs.  原口央 ○
3R終了 判定0-3
第6試合 58.5kg契約 5分3R
○  平良達郎 vs.  アルフレド・ムアイアド ×
1R 4:12 リアネイキドチョーク